# Heckeldora zenkeri
Heckeldora zenkeri är en tvåhjärtbladig växtart som först beskrevs av Hermann August Theodor Harms, och fick sitt nu gällande namn av Pierre Staner. Heckeldora zenkeri ingår i släktet Heckeldora och familjen Meliaceae. Inga underarter finns listade i Catalogue of Life.